# 11575 Claudio
11575 Claudio è un asteroide della fascia principale. Scoperto nel 1994, presenta un'orbita caratterizzata da un semiasse maggiore pari a 2,3074205 au e da un'eccentricità di 0,1495597, inclinata di 5,69800° rispetto all'eclittica.